# رویداد تونگوسکا

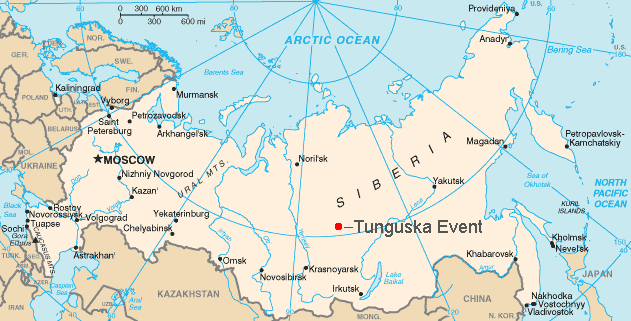
مکان تقریبی وقوع انفجار تونگوسکا واقع در سیبری.

رویداد یا انفجار تونگوسکا، در ساعت ۷:۱۷ صبح روز سه‌شنبه ۳۰ ژوئن ۱۹۰۸ میلادی برابر با ۱۰ تیر ۱۲۸۷ خورشیدی، انفجاری مهیب با قدرت حدودی ۱۲ مگاتن در نزدیکی رود پودکامنایا تونگوسکا واقع در پودکامنایا که اکنون با عنوان سرزمین کراسنویارسک روسیه شناخته می‌شود، به وقوع پیوست. هر چند امروزه نیز دلیل این انفجار، موضوع بحث است ولی عموماً علت آن را مربوط به انفجار یک قطعه سنگ آسمانی بزرگ یا دنباله‌دار، به‌طول ۵۰ تا ۶۰ متر، در ارتفاع ۱۰–۵ کیلومتری از سطح زمین می‌دانند.
مطالعات مختلفی جهت تخمین اندازهٔ این جسم صورت گرفته و با توافق کلی پهنای آن را چند ده متر برآورد کرده‌اند. با وجود این‌که این شهاب‌واره یا دنباله‌دار در هوا منفجر شد و به‌طور مستقیم به سطح زمین برخورد نکرد ولی این رویداد هنوز هم به عنوان یک برخورد قلمداد می‌گردد.
برآوردهای انجام گرفته از محدوده انرژی حاصل از انفجار از ۵ مگاتن تا بیش از ۳۰ مگاتن ماده انفجاری تی‌ان‌تی، و به احتمال زیاد ۱۵–۱۰ مگاتن است. این مقدار تقریباً به اندازهٔ قدرت انفجار هسته‌ای-حرارتی موسوم به قلعه براوو است که توسط ایالات متحده آمریکا در اواخر ماه فوریهٔ سال ۱۹۵۴ آزمایش گردید؛ در حدود ۱۰۰۰ بار قدرتمندتر از انفجار اتمی هیروشیما و در حدود یک سوم قدرت انفجار بمب تزار است که بزرگ‌ترین جنگ‌افزار هسته‌ای آزمایش‌شده توسط بشر است.

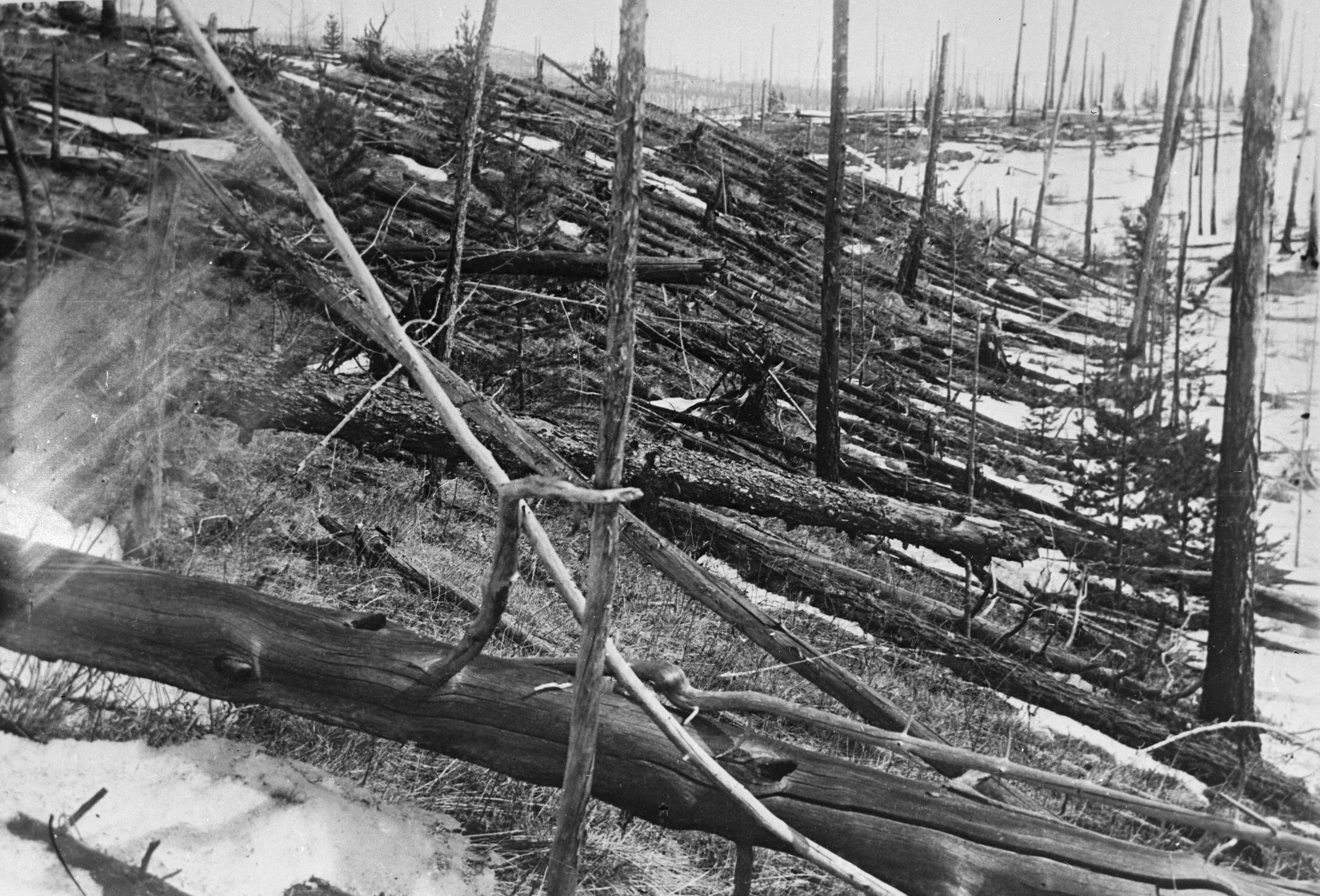
بیش از ۸۰ میلیون درخت در این انفجار ریشه‌کن شدند.

در این انفجار، بیش از ۸۰ میلیون درخت در مساحتی بالغ بر ۲٬۱۵۰ کیلومترمربع ریشه‌کن شدند و شوک ناشی از انفجار، برابر ۵ در مقیاس ریشتر تخمین زده شده‌است. شدت چنین انفجاری قادر به تخریب کلان‌شهری بزرگ است و احتمال چنین برخوردی به لزوم بحث در مورد راهکارهای پرهیز از برخورد سیارکی تأکید می‌نماید.
شدت انفجار باعث لرزش پنجره ها در صد کیلومتری شد و در کلیه ایستگاههای لرزه نگاری اروپا ثبت شد .
این حادثه باعث کشته شدن یک چوپان شد که بهمراه گله اش از بین رفت. 

## توضیحات کلی
رویداد تونگوسکا یک انفجار بزرگ بین ۳ تا ۵٠ مگاتن بود که در نزدیکی رودخانه پودکامنایا تونگوسکا در استان ینیسیسک (کراسنویارسک کنونی)، روسیه فدرال، در صبح روز ۳٠ ژوئن ۱۹٠۸ رخ داد. انفجار بر فراز تایگای کم جمعیت سیبری شرقی حدود ۸٠ میلیون درخت را در مساحتی به وسعت ۲۱۵٠ کیلومتر مربع (۸۳۰ مایل مربع) از جنگل قطع کرد و گزارش‌های شاهدان عینی نشان می‌دهند که ممکن است تا سه نفر جان خود را از دست داده باشند. این انفجار به طور کلی به یک انفجار هوای شهاب سنگ نسبت داده می شود، انفجار جوی یک سیارک سنگی به عرض ۵۰-۶۰ متر (۱۶۰-۲۰۰ فوت):p۰ ۱۷۸ سیارک از شرق به جنوب شرقی نزدیک شد، احتمالاً با سرعت نسبتاً بالایی در حدود ۲۷ کیلومتر بر ثانیه.  ۹۸۰۰۴ کیلومتر در ساعت (۸۰ ماخ) اگرچه این حادثه به عنوان یک رویداد برخورد طبقه‌بندی می‌شود، اما تصور می‌شود این شیء در ارتفاع ۵ تا ۱۰ کیلومتری (۳ تا ۶ مایلی) به جای برخورد با سطح زمین منفجر شده و هیچ دهانه برخوردی باقی نگذاشته است.